# Carlos Cillóniz
Carlos Cillóniz (1 de juliol de 1910 - 24 d'octubre de 1972) fou un futbolista peruà.

## Selecció del Perú
Va formar part de l'equip peruà a la Copa del Món de 1930, però no disputà cap partit. Fou jugador i el novè president del Club Universitario de Deportes.